# Jules Bonnet (Kirchenhistoriker)
Jules Bonnet (* 30. Juni 1820 in Nîmes; † 23. März 1892 ebenda) war ein französischer Kirchenhistoriker.

## Leben
Jules Bonnet besuchte die École normale supérieure in Paris und wurde Professor der Geschichte, gab dieses Lehramt aber auf, um seine religiösen Überzeugungen uneingeschränkt vertreten zu können. Er arbeitete dann in Paris als Anwalt sowie als Chefredakteur der Bulletins der Société de l’histoire du protestantisme français, deren Sekretär er auch seit 1865 war. Seine Studien zur Geschichte der italienischen Reformationsbewegungen und die auf Anregung Mignets unternommene Herausgabe der Briefe Calvins (Lettres françaises de Calvin, 2 Bde., Paris 1854) machten ihn auch in Deutschland bekannt. Er war Mitglied der Académie des sciences morales et politiques. Einige Jahre nach seinem 1892 erfolgten Tod gab Budé die Lettres de Jules Bonnet 1851–1863 heraus (Genf 1898).

## Werke
- Vie de Olympia Morata, épisode de la Réforme et de la Renaissance en Italie au XVIe siècle, 1850; 4. Aufl. 1865; deutsch, Hamburg 1860
- Calvin au val d’Aoste, 1861
- Aonio Paleario; étude sur la Réforme en Italie, 1862; deutsch, Hamburg 1863
- Récits du XVIe siècle, Paris 1864; deutsch von Merschmann unter dem Titel Lebensbilder aus der Reformationszeit, Berlin 1864
- Nouveaux récits, 1869
- Derniers récits, 1875
- La Famille de Curione, Basel 1878
- Souvenirs de l’Église réformée de la Calmette, 1884
- Récits du XVIe siècle, 2. Serie, Paris 1885